# Windows Phone 8.1
Windows Phone 8.1 là thế hệ thứ ba của hệ điều hành Windows Phone do Microsoft phát triển, được giới thiệu tại hội nghị Build của Microsoft tại San Francisco, California vào ngày 2 tháng 4 năm 2014, kế tiếp phiên bản Windows Phone 8. Phiên bản cuối cùng được phát hành cho các lập trình viên vào ngày 14 tháng 4 năm 2014, và được chính thức hỗ trợ từ Microsoft từ 3 tháng 8 năm 2014. Tất cả các thiết bị Windows Phone đang chạy phiên bản Windows Phone 8 sẽ được nâng cấp lên Windows Phone 8.1, ngày ra mắt tùy thuộc vào các nhà mạng.
Windows Phone 8.1 cũng là phiên bản cuối cùng mang nhãn hiệu Windows Phone và sẽ được kế tiếp bởi Windows 10 Mobile. Một số thiết bị Windows Phone 8.1 có thể được nâng cấp lên Windows 10 Mobile. Microsoft trước đó đã hoãn việc nâng cấp và giảm số thiết bị hỗ trợ nâng cấp so với những thông báo ban đầu.

## Lịch sử
Windows Phone 8.1 ban đầu được đồn đoán là Windows Phone Blue, một chuỗi các bản cập nhật cho hệ điều hành di động của Microsoft có thể trùng với sự ra mắt của Windows 8.1. Mặc dù Microsoft đã dự kiến ra mắt Windows Phone 8.1 vào mùa thu 2013, phiên bản này đã bị đẩy lùi sang mùa xuân 2014. Thay vì đợi hơn 1 năm để thêm các tính năng vào Windows Phone 8, Microsoft lại chọn cách ra mắt ba bản cập nhật lớn vào tháng 12 năm 2012, tháng Bảy và tháng 11 năm 2013 cho Windows Phone 8. Ba bản cập nhật này không chỉ sửa lỗi mà còn bổ sung thêm một số tính năng dự định trên Windows Phone 8.1, ví dụ như ra mắt "Data Sense", hỗ trợ vi xử lý 4 nhân, hỗ trợ màn hình 1080p và kích thước lên đến 6 inch, "Chế độ lái xe", và thêm một hàng ứng dụng cho các Phablet lớn hơn. Windows Phone 8.1 dần được hé lộ với công chúng khi Microsoft ra mắt bộ công cụ lập trình Windows Phone 8.1 cho các lập trình viên vào 10 tháng 2 năm 2014. Sau vài giờ ra mắt, mọi chi tiết về bộ công cụ và ảnh chụp màn hình bị rò rỉ. Windows Phone 8.1 được ra mắt chính thức vào ngày 2 tháng 4 năm 2014. Dưới chương trình "Xem trước cho lập trình viên", các lập trình viên có thể tải về Windows Phone 8.1 ngay lập tức mà không cần phải chờ hàng tháng để nhận bản cập nhật chính thức. Những người tham gia chương trình không làm ảnh hưởng đến bảo hành của họ trong đa số trường hợp và có thể cài đặt bất cứ bản cập nhật tương lai nào từ nhà cung cấp dịch vụ của họ.
Một bản cập nhật nhỏ của Windows Phone 8.1 vào ngày 14 tháng 5 năm 2014 đã sửa một số lỗi và tăng thời lượng pin và hai bản cập nhật khác vào ngày 3 và 12 tháng Sáu. Microsoft đang dự định ra mắt hai bản cập nhật lớn cho Windows Phone 8.1 vào năm 2014.

## Các bản cập nhật

### Bản cập nhật 1
Bản cập nhật 1 được phát hành cho những người dùng tham gia chương trình thử nghiệm vào ngày 4 tháng 8 năm 2014, là một trong 2 bản cập nhật lớn cho Windows Phone 8.1 trong năm 2014. Nó thêm một số ngôn ngữ và vùng hỗ trợ cho Cortana, lựa chọn xếp nhiều ứng dụng vào một nhóm trên màn hình Start, cải thiện Xbox Music, ô vuông cập nhật cho Cửa hàng và áp dụng Sandbox cho các ứng dụng. Microsoft thay đổi user agent của Internet Explorer, giúp việc hiển thị trang tốt hơn. Bản cập nhật còn bao gồm một số tính năng VPN và Bluetooth mới cho người dùng doanh nghiệp, cũng như hỗ trợ một số vỏ ngoài như vỏ "Dot View" của HTC, màn hình phablet lớn hơn như 1280x800, 540x960 QHD và 1280x768 và bỏ tính năng Google Tìm kiếm ở một số thị trường.

### Bản cập nhật 2
Bản cập nhật 2 được phát hành vào giữa tháng 4 năm 2015.Trong bản cập nhật này có trình Settings mới, gộp các phần lại thành các nhóm và người dùng có thể tìm kiếm.Ngoài ra còn có ứng dụng App Permission có thể cấp quyền truy cập của các ứng dụng.Ngoài ra còn có thể thay đổi tên điện thoại mà không cần phải kết nối với PC, chống reset máy khi bị trộm, hỗ trợ bàn phím bluetooh rời,nút hiển thị danh sách các app đang cài không còn là biểu tượng mũi tên nữa, thay vào đó nó có đủ chữ "All Apps" (hoặc Tất cả ứng dụng" nếu dùng giao diện tiếng Việt), trong ứng dụng lịch có thể xem số tuần ở chế độ xem theo tháng, cho phép tắt bật 3G/4G trong Action Center.

## Các tính năng

### Cortana

Cortana trên Windows Phone 8.1

Cortana là một trợ lý ảo chuyên nghiệp được thêm vào Windows Phone 8.1, tương tự như Google Now và Siri của Apple. Tên nó bắt nguồn từ Cortana, một nhân vật trí tuệ nhân tạo trong Halo, với Jen Taylor, giọng nữ nhân vật, trở thành giọng nói của trợ lý ảo thông minh. Cortana có thể đặt lịch hẹn, nhận dạng giọng nói thường mà không cần phải nhập các câu lệnh đã được định nghĩa sẵn, và trả lời các câu hỏi nhờ vào dữ liệu của Bing (ví dụ như thời tiết, giao thông, thể thao hoặc tiểu sử người nổi tiếng).
Cortana còn sử dụng một chức năng đặc biệt gọi là "Notebook", tự động thu thập thông tin và sở thích của người dùng dựa vào tần suất sử dụng và cho phép người dùng điền các thông tin tùy chọn, ví dụ như giờ im lặng và bạn thân cho phép liên lạc trong giờ im lặng. Người dùng cũng có thể xóa những thông tin trong "Notebook" nếu họ không muốn Cortana biết.
Tính năng Bing SmartSearch của Windows 8.1 đã được kết hợp với Cortana, thay thế ứng dụng tìm kiếm của Bing khi nhấn nút "Tìm kiếm" điện dung.
Tính năng này sẽ ra mắt bản thử nghiệm vào nửa đầu 2014 cho thị trường Mỹ trước khi ra mắt cho các thị trường khác vào khoảng cuối 2014 hoặc đầu 2015.

### Duyệt web
Windows Phone 8.1 dùng phiên bản di động của Internet Explorer 11 làm trình duyệt mặc định. IE11 mang nhiều cải tiến của phiên bản desktop, bao gồm hỗ trợ WebGL, lập bản đồ bình thường, chế độ InPrivate, chế độ Đọc, và trựot sang trái hoặc phải để quay lại và chuyển tiếp. Trình duyệt mới còn kèm theo trình chơi video YouTube mới hỗ trợ HTML5 và đóng chú thích, ghim trang web thành một Live Tile, hỗ trợ video nội tuyến, và lưu mật khẩu. Hơn nữa, người dùng có thể mở không giới hạn các thẻ, thay vì dừng lại ở con số 6.
Nếu người dùng đăng nhập chung một tài khoản Microsoft cho cả thiết bị Windows 8.1 và Windows Phone, các thẻ sẽ được đồng bộ tự động.

### Ứng dụng và Cửa hàng Windows Phone Store

#### Khung ứng dụng
Ứng dụng cho Windows Phone 8.1 có thể được lập trình bằng mẫu ứng dụng giống như Windows 8.1, dựa vào bộ dịch Windows Runtime, và kiểu tập tin ứng dụng Windows Phone 8.1 giờ là ".appx" (trước đó dùng cho Windows 8), thay vì tập tin ".xap" truyền thống của Windows Phone. Cửa hàng Windows Phone Store sẽ tự động cập nhật ứng dụng. Cửa hàng còn cho phép cập nhật ứng dụng chỉ khi có Wi-Fi.
Lập trình viên có thể lập trình ứng dụng cho Windows Phone 8.1 bằng mã C#/ Visual Basic.NET (.NET), C++ (CX) hoặc HTML5/Javascript giống như Windows 8.
Lập trình viên cũng có thể lập trình ứng dụng "universal" cho cả Windows Phone 8.1 và Windows 8.1 dùng chung đa số mã, ngoại trừ một số đặc điểm riêng của 2 nền tảng, như là giao diện người dùng và API điện thoại.
Các ứng dụng lập trình cho Windows Phone 7 và 8 sẽ tự động chạy trên Windows Phone 8.1, nhưng các ứng dụng lập trình cho Windows Phone 8.1 sẽ không thể chạy trên các phiên bản trước.

#### Cửa hàng Windows Phone Store
Cửa hàng Windows Phone Store đã được thiết kế lại để hiển thị nhiều thông tin hơn. Bộ sưu tập ứng dụng trước kia hiện diện trong một trang khác, giờ đã hiển thị đầy đủ ở cột đầu tiên. Trò chơi và các ứng dụng khác không còn bị tách ra, cả hai đều xuất hiện trong danh sách ứng dụng, mặc dù các danh mục cho ứng dụng và trò chơi (ví dụ như "ứng dụng phổ biến" nhất và "trò chơi phổ biến nhất") vẫn tách biệt. Phần đánh giá đã được gộp chung với Windows 8, với các thanh ngang được thêm vào để thống kê ứng dụng được bao nhiêu lần 5 sao, 4 sao hay 3 sao. Ảnh chụp ứng dụng không ở một trang riêng nữa, thay vào đó chúng sẽ ở bên dưới của phần mô tả ứng dụng. Hơn nữa, cửa hàng Windows Phone Store thêm tùy chọn "Ứng dụng của tôi" khi nhấn vào dấu ba chấm bên dưới, giúp người dùng cài đặt lại các ứng dụng họ đã mua trước đó.

### Những ứng dụng mới và đã được làm mới
Battery Saver thêm khả năng để theo dõi việc sử dụng pin và xác định hồ sơ để giảm điện năng tiêu thụ. Ngoài ra, trang "Tác vụ nền" cho phép người sử dụng ngăn chặn hoặc cho phép một ứng dụng nào đó chạy ở chế độ nền, đã được chuyển từ phần Cài đặt sang Battery Saver. Không chỉ có thể dừng lại một tác vụ nền đang chạy, người dùng có thể thiết lập cấu hình để ngăn chặn các ứng dụng nhất định chạy khi mức pin dưới một tỷ lệ phần trăm đã định sẵn.
Storge Sense giúp người dùng di chuyển các tập tin và ứng dụng từ điện thoại sang thẻ nhớ, và tính năng xóa các tập tin tạm trong bộ nhớ (trước đó nằm trong phần Cài đặt)
Wi-Fi Sense tự động kết nối đến các điểm truy cập Wi-Fi đáng tin. Người dùng cũng có thể chia sẻ mật khẩu và tên người dùng của một router sang các thiết bị khác.
Lịch và Bản đồ cũng được làm mới. Ứng dụng Lịch giờ có thể xem theo tuần với thời tiết hiện tại, giống như Microsoft Outlook Calender trên desktop. Ứng dụng Bản đồ đã được chỉnh sửa lại hỗ trợ xem 3D trên không và la bàn.

#### Gọi điện và Skype
Ứng dụng gọi điện thêm vào tính năng "Quay số nhanh", và tất cả các cuộc gọi cùng dịch vụ đã được nhóm lại trong "Nhật ký cuộc gọi". Nhấn vào một nhóm sẽ chỉ ra chi tiết các cuộc gọi ví dụ như ngày và giờ thực hiện. Một nút bấm đã được thêm vào bên cạnh mỗi người gọi, giúp thêm một người gọi vào danh bạ hoặc thêm các thông tin vào một danh bạ sẵn có.
Người dùng có thể tự động thực hiện cuộc gọi video qua Skype ngay tại giao diện gọi điện hoặc qua Cortana.

#### Đa phương tiện
Xbox Nhạc và Xbox Video hỗ trợ truyền video, nhạc và chương trình TV trực tuyến, và cả hai đã được tách ra thay vì gộp vào ở phiên bản trước.
Ứng dụng Máy ảnh đã được thiết kế với giao diện tối giản của ứng dụng máy ảnh của Windows 8.1. Người dùng còn có thể lưu trục tiếp ảnh có độ phân giải cao lên OneDrive, thay vì chỉ giới hạn 5MP.

### Đa nhiệm
Xây dựng trên những cải tiến của bản cập nhật 3 của người tiền nhiệm, Windows Phone 8.1 cho phép tắt ứng dụng bằng cách vuốt xuống trong màn hình đa nhiệm. Khi ấn phím "Trở về", ứng dụng sẽ bị ngừng chứ không bị tắt.

### Live Tile
Người dùng có thể thêm được một cột ứng dụng thứ 3 trong màn hình chính mà không cần độ phân giải lên đến 1080p. Microsoft cũng cho phép người dùng đặt hình nền trên màn hình chính.
Trong bản Cập nhật 1, Windows Phone 8.1 cho phép người dùng kéo một ứng dụng rồi thả lên ứng dụng khác để tạo ra một thư mục ứng dụng trên màn hình Start. Mỗi ứng dụng trong một thư mục vẫn hiển thị trên một Live Tile, và việc mở thư mục ra đơn giản chỉ là mở rộng màn hình Start để người dùng có thể sắp xếp và mở ứng dụng.

### Mạng xã hội
Hub "Tôi" đã chuyển từ một hub cập nhật và duy trì các tài khoản mạng xã hội sang một hub cho phép người dùng xem bảng tin trên các mạng xã hội. Giả sử bạn nhấn vào một trạng thái trên Facebook, điện thoại sẽ tự động chuyển sang ứng dụng Facebook, chứ không còn cho phép người dùng thích hoặc bình luận ngay trên hub nữa. Trung tâm thông báo mạng xã hội của hub cũng đã bị lược bỏ, tính năng này giờ được tích hợp vào trung tâm thông báo Action Center.

### Màn hình khóa
Windows Phone 8.1 cho phép nhà sản xuất và các ứng dụng tùy biến màn hình khóa.

### Thông báo và cài đặt

Action Center trên Windows Phone 8.1

Một trung tâm thông báo mới có tên là "Action Center" đã được thêm vào, và còn cho phép thay đổi các cài đặt đơn giản như âm lượng. Trung tâm thông báo mới giúp người dùng bật tắt Wi-Fi, Bluetooth, chế độ máy bay và truy cập "chế độ lái xe" từ bốn hộp phía trên màn hình có thể tùy chỉnh. Bên dưới bốn hộp này là các thông báo bao gồm tin nhắn gần đây hay mạng xã hội.
Các ứng dụng cũng có thể gửi thông báo tìm vị trí người dùng bằng API vị trí mới.

### Bàn phím
Microsoft thêm vào bàn phím "Word Flow", tương tự như bàn phím Swipe của Android, cho phép người dùng vuốt giữa các ký tự để nhập văn bản. Khi người dùng vuốt qua, khoảng cách sẽ được tạo cho từ tiếp theo.
Gaurav Sharma, một học sinh 15 tuổi trường Lakeside, đã thử nghiệm bàn phím "Word Flow" trên chiếc Nokia Lumia 520 được cài đặt Windows Phone 8.1. Kết quả là bàn phím này đã phá kỷ lục Guinness của Samsung Galaxy S5 về bàn phím nhập nhanh nhất thế giới.
Ngoài ra, Microsoft còn bổ sung thêm bàn phím Telex và VNi quen thuộc đối với người Việt Nam ở bản Windows Phone 8.1.

### Tập tin hệ thống
SkyDrive đã đổi tên thành OneDrive trên tất cả các hệ điều hành của Microsoft sau khi thua kiện công ty BSkyB về tên "Sky" trong "SkyDrive". Người dùng cũng có nhiều lựa chọn hơn khi kết nối thiết bị với máy tính bằng cáp USB.
Microsoft cũng dự kiến ra mắt ứng dụng quản lý tập tin cho WP8.1 vào cuối tháng Năm, có thể tải về từ Cửa hàng. Microsoft đã ra mắt ứng dụng duyệt tập tin vào ngày 30 tháng 5 năm 2014, có tên gọi đơn giản là "File" (tập tin). Ứng dụng cho phép người dùng xem, di chuyển, sao, dán, chia sẻ các tập tin trong máy. Nó cũng cho phép tìm kiếm một tập tin bằng ứng dụng Bing Tìm kiếm.

### Doanh nghiệp và những cải tiến khác
Windows Phone 8.1 hỗ trợ VPN và Bluetooth 4.0 LE.

## Phần cứng

### Các thiết bị
Các thiết bị sẽ được sản xuất bởi Nokia, Gionee, HTC, Huawei, JSR, Karbonn, LG, Lenovo, Longcheer, Micromax, Samsung, Lava, Q-mobile và ZTE. Sony (dưới thương hiệu Xperia hoặc Vaio) cũng bắt đầu chú ý đến nền tảng này trong tương lai gần. Trong hội nghị BUILD 2014, Microsoft đã thông báo 2 đối tác phần cứng mới là Micromax và Prestigo. Những thiết bị đã được cài đặt sẵn Windows Phone 8.1 trên thị trường là: Lumia 930, Lumia 630, Lumia 635, Micromax Canvas Win W092, Micromax Win W121 và các thiết bị Windows Phone khác. Thiết bị Windows Phone 8.1 đầu tiên là chiếc Lumia 630 được giới thiệu bởi Nokia vào ngày 2 tháng 4 năm 2014 tại hội nghị BUILD thường niên của Microsoft.

### Yêu cầu hệ thống
Bắt đầu từ Windows Phone 8.1, một vài nút cứng trước đó là bắt buộc trên Windows Phone 8 không còn bắt buộc nữa, cho phép các nhà sản xuất phát triển thiết bị chạy được cả Windows Phone và Android.
Windows Phone nay hỗ trợ các nút bấm trên màn hình mà các nhà sản xuất có thể thay thế 3 nút điện dung "Quay lại", "Bắt đầu" và "Tìm kiếm" mà đã được yêu cầu cho các thiết bị chạy hệ điều hành này từ 2010. Ba nút bấm mới này có thể được ẩn đi bằng cách vuốt xuống cạnh màn hình.
Các nhà sản xuất cũng không còn bắt buộc phải kèm theo nút chụp ảnh vật lý ở cạnh điện thoại.
| Yêu cầu hệ thống Windows Phone 8.1                                                                                  |
| --- |
| Vi xử lý đa nhân Qualcomm Snapdragon S4, Snapdragon 200, Snapdragon 400, hoặc Snapdragon 800                        |
| Tối thiểu 512 MB RAM cho điện thoại VGA; tối thiểu 1 GB RAM cho 720p / WXGA / 1080p                                 |
| Tối thiểu 4 GB bộ nhớ trong                                                                                         |
| GPS và A-GNSS; hỗ trợ GLONASS nếu nhà sản xuất thêm vào                                                             |
| Hỗ trợ micro-USB 2.0                                                                                                |
| Jack tai nghe stereo 3.5 mm                                                                                         |
| Camera AF trước với tuỳ chọn flash LED hoặc Xenon, tuỳ chọn camera trước (cả hai phải có độ phân giải VGA hoặc hơn) |
| Gia tốc, cảm biến khoảng cách và ánh sáng, động cơ rung (tuỳ chọn từ kế hoặc con quay)                              |
| 802.11b/g và Bluetooth (tuỳ chọn 802.11n)                                                                           |
| Hỗ trợ đồ hoạ DirectX với gia tốc phần cứng Direct3D sử dụng GPU có thể lập trình                                   |
| Hỗ trợ cảm ứng đa điểm ít nhất 4 điểm                                                                               |

## Sự đón nhận
Tom Warren của The Verge nói rằng rõ ràng hệ điều hành Windows Phone đang bị tụt lại so với các đối thủ. Mặc dù cửa hàng Windows Phone đã có nhiều ứng dụng, nhưng cũng chưa thể bằng được với Android và iOS, và các ứng dụng Windows Phone hoàn toàn thiếu sự tương đồng. Tuy nhiên, anh cũng khen ngợi Windows Phone có thể chạy mượt mà trên nhiều loại phần cứng khác nhau và các tính năng bổ sung rất hữu ích.